# Убии

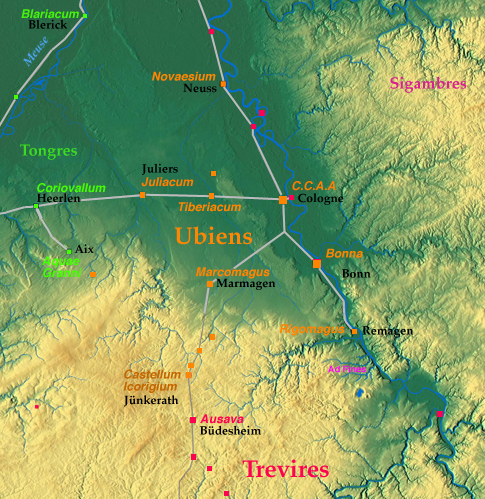
Убии около 30 г. н. э.

Убии (нем. Ubier) — древнегерманское племя, относящееся Тацитом к истевонам.
Убии первоначально населяли правый берег Рейна, рядом с треверами и сигамбрами. Их район расселения простирался от реки Зиг через реку Лан и до нижнего течения Майна. Были подробно описаны еще Юлием Цезарем как представители «цивилизированных германцев». Убии были первыми из древнегерманских племен, начавшими межкультурное общение с римлянами, установившими с ними торговые отношения и посылавшими своих детей и юношей для получения римского образования. Убии предоставляли в распоряжение римской армии отряды своей легковооруженной кавалерии. Союзнические отношения племени убиев с римлянами привели к ряду конфликтов убиев их соседями — другими германскими племенами. В связи с этим в 38 году до н. э. с согласия зятя императора Августа римского полководца Марка Агриппы убии переселились на левый берег Рейна, в пределы будущей римской провинции Нижняя Германия. Здесь они расселились в области нынешних немецких городов Бонн, Кёльн и Ахен. Центром территории убиев стал район города Кёльна.
В 69-70 годах убии — в значительной степени против своего желания — принимают участие в антиримском восстании Гая Юлия Цивилиса. Впоследствии сильно романизированные убии смешались с рипуарскими франками.
Убии чеканили собственную монету — кинар с изображением танцующего со змеей человека в головном уборе в виде головы оленя на одной стороне и с изображением коня — на другой. Ряд исследователей изображение человека с оленьими рогами связывают с кельтским божеством Цернунном, указывая при этом на возможное кельтское происхождение убиев.